# 아카이브 유틸리티
아카이브 유틸리티(Archive Utility, 맥 OS X 10.5까지는 BOMArchiveHelper)는 맥 OS X의 기본 압축 파일 관리자이다. 지원되는 포맷의 파일을 열 때 자동으로 실행되는 것이 보통이다. ZIP 압축 파일을 새로 만들 경우 파인더의 파일 메뉴나 콘텍스트 메뉴에서 "Create archive of file"(레퍼드에서는 "Compress")를 선택하면 된다. 10.5 버전 이상에서는 /System/Library/CoreServices/Archive Utility.app에 위치해 있으며, 10.4에서는 /System/Library/CoreServices/BOMArchiveHelper.app에 위치해 있다. 맥 OS X 7.6부터 맥 OS X 10.3까지는 프리웨어로 StuffIt Expander가 포함되어 있다.
BOM은 Bill of Materials의 약자이다. 확장자 .bom 파일은 맥 OS X 인스톨러라는 프로그램에 읽기 목적으로 쓰이며, 아카아브 유틸리티가 이 BOM으로 지정된 파일들의 압축 풀기를 도와준다.

## 지원 형식
- ZIP (.zip)—암호로 암호화된 ZIP 압축 파일은 지원하지 않는다

읽기 및 풀기 지원:
(맥 OS X의 일부인 명령 줄 프로그램을 위한 프론트엔드로 동작한다)
- bzip2 (.bz, .bz2)
- cbz (코믹북 zip)
- cpgz (cpio gziped)
- cpio (.cpio)
- gz (.gzip, .gz)
- tar (.tar)
- tgz (tar gziped)
- tbz, tbz2 (tar bziped)
- jar (Java Archive)
- compress (.Z)
- uuencode
- ZIP (.zip)—암호로 암호화된 ZIP 압축 파일은 지원하지 않는다

## 같이 보기
- 압축 소프트웨어의 비교